# 中山あい子
中山 あい子（なかやま あいこ、1922年（大正11年）1月9日 - 2000年（平成12年）5月1日）は東京府（現・東京都）出身の小説家。本名、中山 愛子。

## 経歴
長崎の活水女学院を卒業後、結婚したが夫の戦死に遭い、一児（のちの女優中山マリ（燐光群））を抱えて寡婦となる。このため住み込みの英文タイピストとしてイギリス大使館に16年間勤務。退職後は東京神田の貸しビルに住み込み管理人として勤める。その傍ら、『女流』『炎』などの同人誌に小説を発表。1963年（昭和38年）、『優しい女』で『小説現代』の第1回小説現代新人賞を受賞して文壇に登場。『奥山相姦』『幻の娼婦たち』などを発表し、色川武大から「女流の焼跡闇市派」と賞賛される。
3年にわたる闘病の末、心筋梗塞のため死去。享年78。
献体の登録をしており葬儀はされなかった。

## 著書
- 奥山相姦（講談社 1971年）
- 異常の季節（実業之日本社 1971年 (ホリデー新書)）
- おんなの地図（青樹社 1972年）
- 無邪気な娼婦（桃園書房 1972年）
- 年上の女たち（光風社書店 1972年）
- 旅の終りのかもめ鳥（光風社書店 1973年）
- 漂泊のおんなみち（講談社 1973年）
- 妻たちの午後（光風社書店 1974年）
- 異父姉妹（平安書店 1974年）
- 昭和娼婦伝（現代企画室 1974年）
- 春の岬（講談社 1975年 のち文庫）
- 女たちの挽歌（光風社書店 1975年）
- 熱い道（双葉新書 1975年）
- 紅椿無惨（唐人お吉 徳間書店 1975年 のち講談社文庫）
- 愛は虚しいか（光風社書店 1976年）
- 甘い脅迫（光風社書店 1976年）
- 変な離婚（女の歳時記 青樹社 1976年）
- 未亡人学校（光風社書店 1977年）
- 生き方なんか知らないよ 面白いなあ、女の人生（じゃこめてい出版 1977年4月 「男の見つめ方」光文社文庫）
- 女が殺意をいだくとき（山手書房 1977年12月 のち光文社文庫）
- 恋舞台 江戸文学の女たち（鎌倉書房 1978年5月 のち光文社文庫）
- 渇いた花（双葉新書 1979年3月）
- 妻が嘲う時（スポニチ出版 1980年4月）
- したたかな欲望（泰流社 1980年4月）
- 阿修羅（角川書店 1980年5月）
- 18歳の湖 実感フレッシュギャル小説（主婦と生活社 1980年7月 (21世紀ノベルス)）
- 地獄花 赤根沢長者窪（講談社 1980年9月）
- けたたましい仲（泰流ノベルス 1980年11月）
- 水割りおかわり（講談社 1981年2月 のち文庫）
- 今日もいい気分で（海竜社 1983年12月 のち光文社文庫）
- あい子のさわやか向老学（海竜社 1985年7月）
- 面白くつき合う女の子の本 マジメだけでは楽しく生きられない（青春出版社 1986年9月 (プレイブックス)）
- あい子の自由自在 少女も老女もいい気分（1987年10月 (光文社文庫)）
- 私の東京物語（海竜社 1988年5月）
- 女と株 中山あい子の株式エッセイ（世界文化社 1988年1月）
- 散歩するねこ サンリオ（1988年7月 (サンリオ創作絵本シリーズ)）
- 中山あい子自選小説集 1巻 - 2巻（砂子屋書房 1989年9月）
- 老いてこそ今日を輝いて（海竜社 1992年11月）
- 浅き夢 新宿「まえだ」物語（講談社 1997年4月）

共編
- おんながつづるおんなのくらし 1巻 - 7巻（田辺聖子 筑摩書房 1979年 - 1980年）

## テレビ番組
- ライオンのいただきます（フジテレビ）
- ごきげんよう（フジテレビ）
- 一枚の写真（フジテレビ）